# Vladimír Daxner
Pplk. JUDr. Vladimír Daxner (10. srpna 1888 Tisovec – 27. března 1971 Žilina) byl československý legionář a důstojník, notář a účastník Slovenského národního povstání.

## Život

### Mládí
Vladimír Daxner se narodil 10. srpna 1888 ve slovenském Tisovci v rodině advokáta a politika Samo Daxnera a Oľgy rozené Ormisové. Obecnou školu vychodil v rodném Tisovci, v roce 1898 absolvoval přípravnou třídu na gymnáziu v Kyjevě, mezi lety 1899 a 1903 studoval na gymnáziu v Brašově a do roku 1907 v Novém Sadu. Následně studoval do roku 1913 na právnické fakultě v Budapešti, kde v témže roce získal titul JUDr. Během vysokoškolského studia byl cvičitelem tamního Sokola, sokolskou jednotu spoluzakládal i v rodném Tisovci. Do vypuknutí první světové války pracoval jako právní koncipient. Krátkou vojenskou službu si odbyl během druhé poloviny roku 1912 v Innsbrucku.

### První světová a ruská občanská válka
Vladimír Daxner byl do c. a k. armády povolán v roce 1915 a v červenci téhož roku v hodnosti kadeta odeslán na ruskou frontu. Již v říjnu 1915 padl u Počajivu do zajetí. Jen několik dní poté se společně s bratrancem Igorem Daxnerem obrátil na redakci časopisu Čechoslovák s přihláškou do České družiny, nebyl ale přijat. Nicméně díky ní získal povolení volného pohybu po Voroněžské gubernii a v květnu 1917 byl zvolen členem odbočky Československé národní rady v Rusku s určením pro náborovou komisi. V této funkci konečně vstoupil do Československý legií. V březnu 1918 byl delegován k ukrajinské sovětské vládě s úkolem vyjednání svobodného odchodu československých vojsk. Následně se účastnil různých jednání a intervencí ve prospěch československých legií během jejich Sibiřské anabáze. V červenci 1918 se zúčastnil jako velitel roty obsazení Irkutsku a v srpnu téhož roku přestal být členem odbočky Československé národní rady. V tomtéž měsíci dostal zaúkol zřídit soustřeďovací výchovný tábor pro Slováky, kde pak zastával různé velitelské funkce včetně velitele táborové důstojnické školy. Dne 30. listopadu 1919 byl jmenován členem X. hlavní lékařské komise, dne 20. ledna 1920 československým vojenským atašé ve štábu japonské armády ve Vladivostoku. Do Československa se vrátil v srpnu 1920 v hodnosti kapitána.

### Mezi světovými válkami
Po návratu do Československa zůstal JUDr. Vladimír Daxner do roku 1923 v armádní službě a zastával různé funkce v Bratislavě. Dosáhl hodnosti majora. Po odchodu do výslužby se vrátil do rodného Tisovce, kde se zapojil do veřejného a kulturního života. Byl sympatizantem Agrární strany a členem výboru Sdružení slovenských legionářů. Mezi lety 1926 a 1938 pracoval jako notář v Rimavské Sobotě, následně v Tisovci. V období všeobecné mobilizace na podzim 1938 byl znovu aktivován do vojenské služby a přidělen k štábu VI. sboru v Soběslavi.

### Druhá světová válka
Po rozpadu Československa v březnu 1939 pokračoval JUDr. Vladimír Daxner v práci veřejného a státního notáře v Tisovci. Zapojil se do protifašistického hnutí a po vypuknutí Slovenského národního povstání se opět přihlásil do armádní služby a v hodnosti majora byl přidělen na velitelství v Banské Bystrici. V dubnu 1945 byl v Košicích povýšen na podplukovníka. Dne 1. května 1945 byl přidělen k oddělení pro styk se spojeneckými armádami na Ministerstvu národní obrany. Působil v Košicích, následně v Praze.

### Po druhé světové válce
Po skončení druhé světové války byl JUDr. Vladimír Daxner jmenován zástupcem československého delegáta a velitele vojenské části československé delegace u Spojenecké kontrolní komise v Budapešti. Následně působil na velitelství okruhu v Bratislavě a v roce 1946 definitivně odešel do výslužby. Opět vykonával funkci notáře v Rimavské Sobotě, do penze odešel v roce 1956. Zemřel 27. března 1971 v Žilině, kde je na starém hřbitově i pohřben.

## Rodina
Vladimír Daxner byl dvakrát ženatý. První manželkou mu byla ruská občanka z Irkutsku Ludmila Žerbakovová, druhou spisovatelka a básnířka Anna rozená Fajnorová. Jeho dcerou je PaedDr. Gordana Daxnerová.

## Vyznamenání
- 1920 Řád sokola
- Československá revoluční medaile
- Československá medaile Vítězství
- 1922 Československý válečný kříž 1914–1918
- 1950 Řád Slovenského národního povstání II. třídy